# Kunstnier

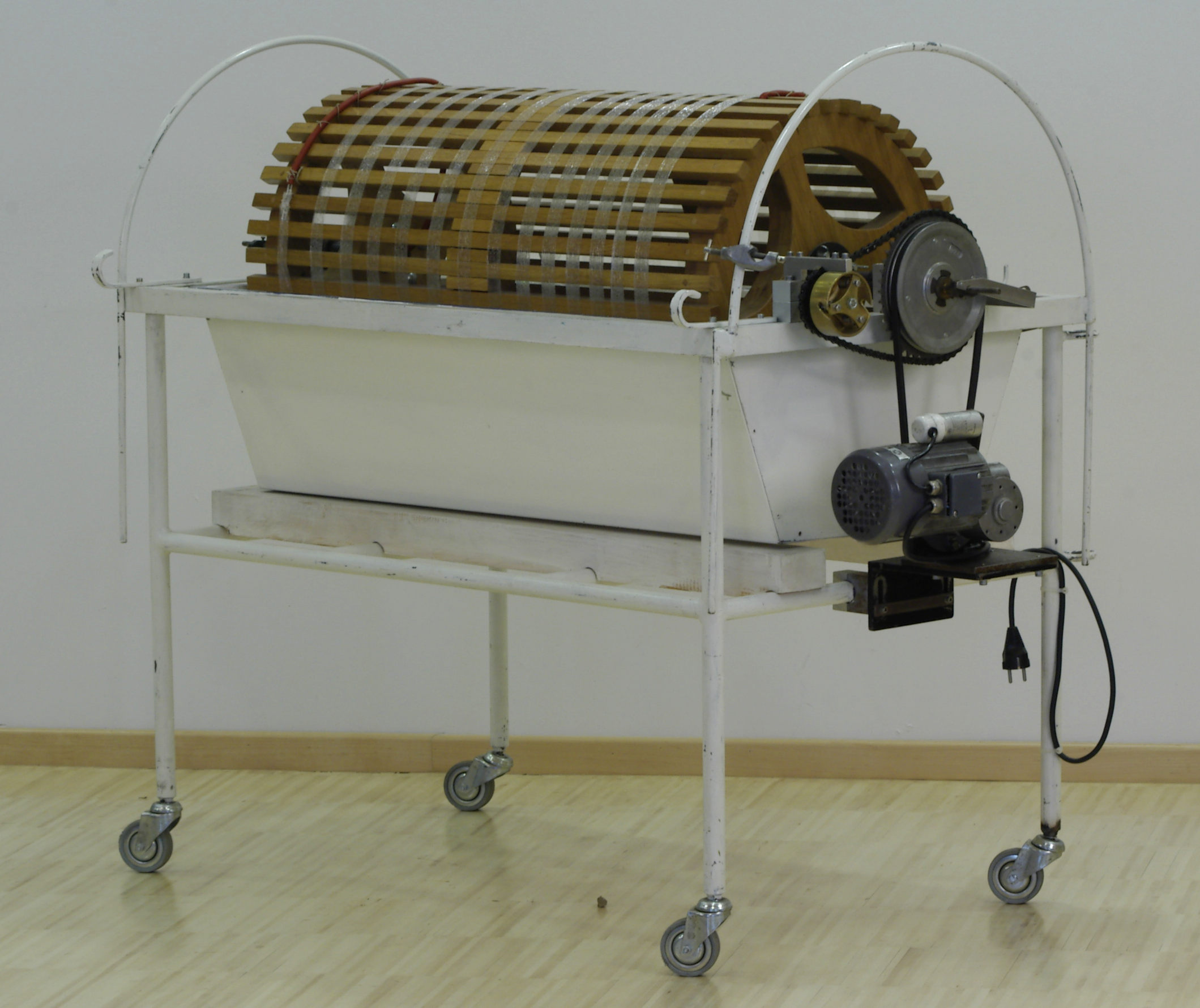
Kunstnier van Kolff

Een kunstnier wordt gebruikt voor bepaalde nierfunctievervangende therapieën.

## Geschiedenis
De eerste kunstnieren zijn tijdens en kort na de Tweede Wereldoorlog ontwikkeld in Kampen door de Nederlandse internist Willem Kolff. Enige decennia eerder werden ook al experimenten verricht met primitieve dialyse-apparatuur die echter slecht afliepen. Kolff was in de positie om een aantal verfijningen te kunnen aanbrengen waardoor hij de eerste successen boekte bij mensen met een ernstig nierlijden met een tijdelijke verergering, die hij met behulp van zijn kunstnier kon opvangen. Hierna werd de kunstnier ook op andere plaatsen in de wereld opgepakt en ging de ontwikkeling in snel tempo verder. Een kunstnier maakt verschillende vormen van nierfunctievervangende therapie mogelijk.

## Werking
Er bestaan veel verschillende kunstnieren, maar in essentie bestaan deze uit een groot aantal semipermeabele kunststof membranen in de vorm van een dun buisje (capillair). Door deze capillairen stroomt het bloed. Deze capillairen worden omspoeld door het dialysaat (een oplossing van zouten waarvan de samenstelling lijkt op die van bloedplasma). Om de klaring te vergroten worden twee principes gebruikt:
- het tegenstroom principe: bloed en dialysaat stromen in tegenovergestelde richting.
- groot oppervlak: de kunstnier bevat een zeer groot aantal capillairen die worden omspoeld door de spoelvloeistof. Het filter heeft hierdoor een groot oppervlak maar is compact, in tegenstelling tot eerdere versies.

Afvalstoffen migreren door het membraan naar de andere kant en worden daar opgenomen door het dialysaat. Eiwitten en bloedcellen zijn te groot en worden tegengehouden. Levensnoodzakelijke kleine moleculen die dreigen verloren te gaan zijn in even grote concentratie in de spoelvloeistof als in het bloed aanwezig zodat er geen netto transport daarvan plaatsvindt. De druk in het bloed is lager dan in het dialysaat om te voorkomen dat bloed in de kunstnier door het membraan in het dialysaat terechtkomt.
Voordat het bloed uit het lichaam in de kunstnier stroomt wordt het ontstold met anticoagulantia zoals heparine. Hierdoor wordt voorkomen dat het bloed in de kunstnier stolt.
Er vindt vaak drie keer per week een behandeling van gemiddeld 4 uur plaats. Per behandeling stroomt er 40 à 60 liter bloed door de kunstnier. Het bloed stroomt dus meerdere keren door de kunstnier (een volwassen mens heeft ongeveer vijf liter bloed). Tijdens de behandeling zit er ongeveer 200 ml bloed buiten het lichaam in de dialysemachine.
In Nederland worden kunstnieren eenmalig gebruikt en daarna weggegooid.
Niet alle functies van de nier kunnen door de kunstnier worden overgenomen, hoewel de kunstmatige bereiding van epo, een hormoon dat de aanmaak van rode bloedcellen stimuleert, een grote stap vooruit was. Een kunstnierbehandeling levert 10 tot 15 procent van de normale zuivering door gezonde nieren. Logisch dat de patiënt zich na een geslaagde niertransplantatie over het algemeen aanzienlijk beter voelt.

## Dialysemachine

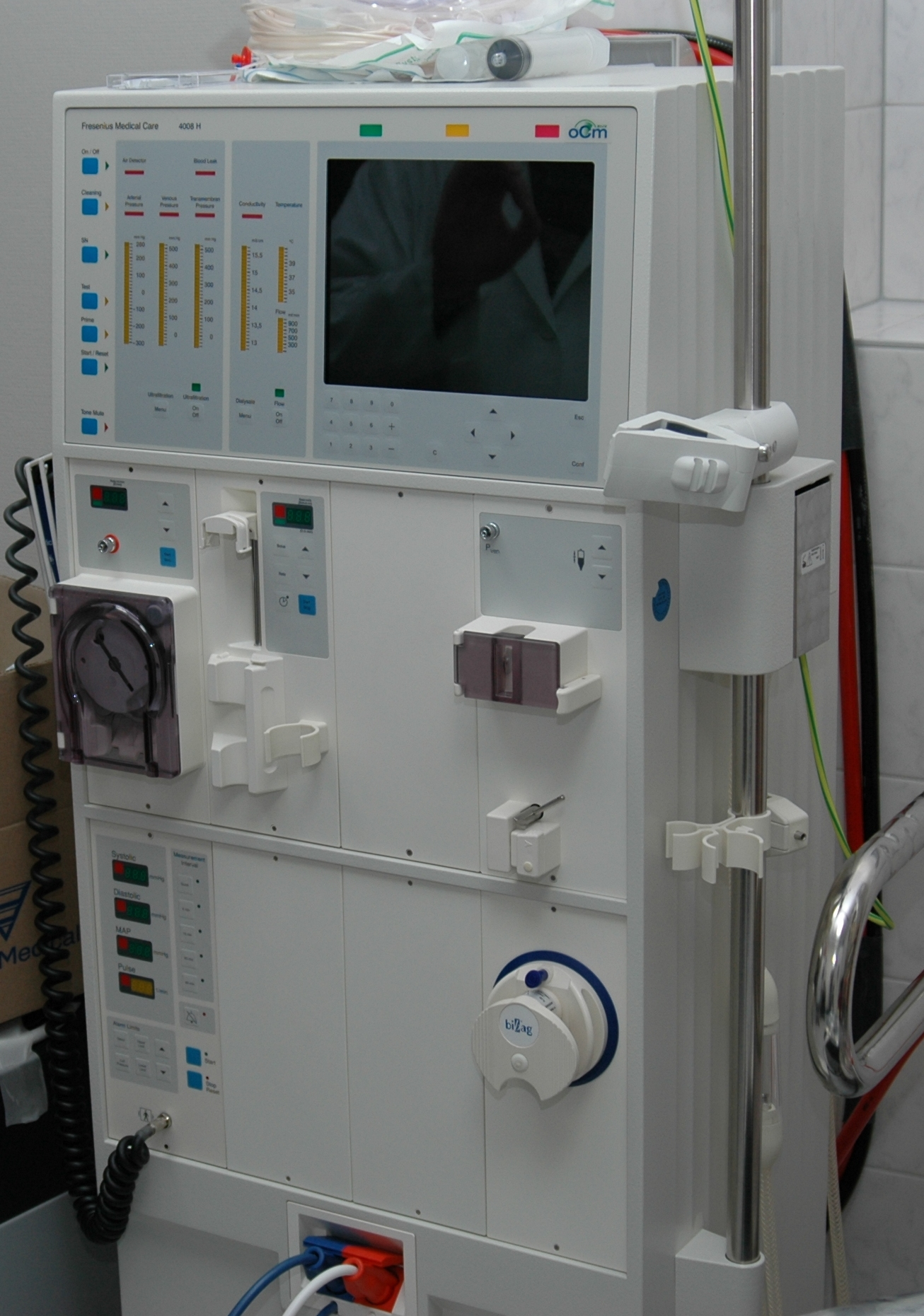
Hemodialyseapparaat

Een kunstnier is een disposable maar essentieel onderdeel van een hemodialyseapparaat. Gekoppeld aan een dergelijk apparaat kan het worden gebruikt om een deel van de taken, die normaal door de nier worden vervuld, over te nemen. Op de afbeelding is de kunstnier zelf niet te zien. Rechts van het midden van de afbeelding is een verticaal geplaatste metalen stang te zien. Op deze stang is, net boven het midden van de afbeelding, een soort grijper te zien die als het ware 2 platte vingers vooruitsteekt. Tussen deze vingers wordt de kunstnier geplaatst.
De dialysemachine heeft een aantal functies om de kunstnier goed te laten werken. Belangrijke functies zijn:
- De machine zorgt voor de bloeddoorstroming: hiervoor wordt een bloedpomp gebruikt
- Verwarming van het dialysaat
- Heparinepomp: voor het ontstollen van het bloed
- Luchtvanger: om eventueel lucht tijdens de behandeling te verwijderen
- Controlefunctie: van de bloeddruk, druk in de kunstnier, druk en samenstelling dialysaat, temperatuur, aanwezigheid van lucht (belangrijk ter voorkomen van een luchtembolie), lekkages enz.

## Draagbare kunstnier
Hemodialyse wordt momenteel nog voornamelijk gedaan in ziekenhuizen en dialysecentra. Het werken met een kunstnier is complex en vereist een opleiding en een geschikte ruimte om te dialyseren. Wie thuis wil dialyseren (een optie die het leven van patiënten aanzienlijk vergemakkelijkt) heeft daardoor weinig mogelijkheden. Bij de ontwikkeling van een draagbare kunstnier moeten de processen van de 80 kilogram zware machine worden teruggebracht naar een handzaam formaat.
Hemodialyse in een dialysecentrum kent vele nadelen. Doordat de dialyses niet continu gebeuren, schommelen de bloedwaarden en het vochtgehalte continu, wat een aanslag is op de pompfunctie van het hart.
Door verscheidene onderzoeksinstituten worden mogelijkheden onderzocht om de kunstnier draagbaar te maken.
De concepten van een draagbare kunstnier zijn de volgende:
- Een koffer of kast die meegedragen kan worden.
- Een gordel om het middel van de patiënt.
- Een tas die om de schouder of aan de broek kan worden gehangen.
- Een kast die in het lichaam van de patiënt wordt geplaatst.

De Europese Unie voert momenteel (2013) een project uit naar de ontwikkeling van de draagbare kunstnier onder de naam NEPHRON+. Deze nier zal naar verwachting in 2014 klaar zijn om te worden getest. De belangrijkste systemen zijn al teruggebracht naar een draagbaar formaat.
De Nierstichting is in 2008 zelf begonnen met de ontwikkeling van een draagbare kunstnier, waarvan het prototype naar verwachting eind 2018 opgeleverd moet worden. Daarna worden klinische tests uitgevoerd bij een kleine groep patiënten. De draagbare kunstnier zal ongeveer het formaat hebben van een printer. In de Verenigde Staten lopen ook enkele projecten voor de ontwikkeling van een draagbare kunstnier.

## Trivia
- De Nederlander Willem Johan Kolff (1911-2009) ontwikkelde in de Tweede Wereldoorlog de eerste werkende kunstnier.
- William P. Murphy Jr. was de ontwerper en constructeur van de eerste dialyseapparaten, zoals de kunstnier.
- In de collectie van Rijksmuseum Boerhaave te Leiden is een model van de kunstnier van Kolff te bezichtigen. In februari 2021 kreeg dit model van een kunstmatig orgaan gezelschap van het model van de kunstalvleeskier, ontwikkeld door de Nederlandse uitvinder Robin Koops'.[8]